# Fouladou (2016)
Fouladou je oceánská hlídková loď senegalského námořnictva. Jedná se o plavidlo typové řady OPV 190 MKII francouzské loděnice OCEA. Fouladou je největší válečnou lodí postavenou touto loděnicí. Mezi hlavní úkoly plavidla patří hlídkování ve výlučné ekonomické zóně země, ochrana rybolovu, mise SAR, potírání pirátství a likvidace znečištění.

## Stavba
Kontrakt na stavbu plavidla, jeho údržbu, technickou podporu a výcvik posádky získala roku 2014 francouzská loděnice OCEA v Les Sables-d'Olonne. Na vodu bylo spuštěno 21. července 2016. Námořní zkoušky byly zahájeny v srpnu 2016. Senegalskému námořnictvu bylo plavidlo předáno 26. října 2016 a se zastávkou v Maroku dne 7. listopadu 2016 doplulo do Senegalu.

## Konstrukce

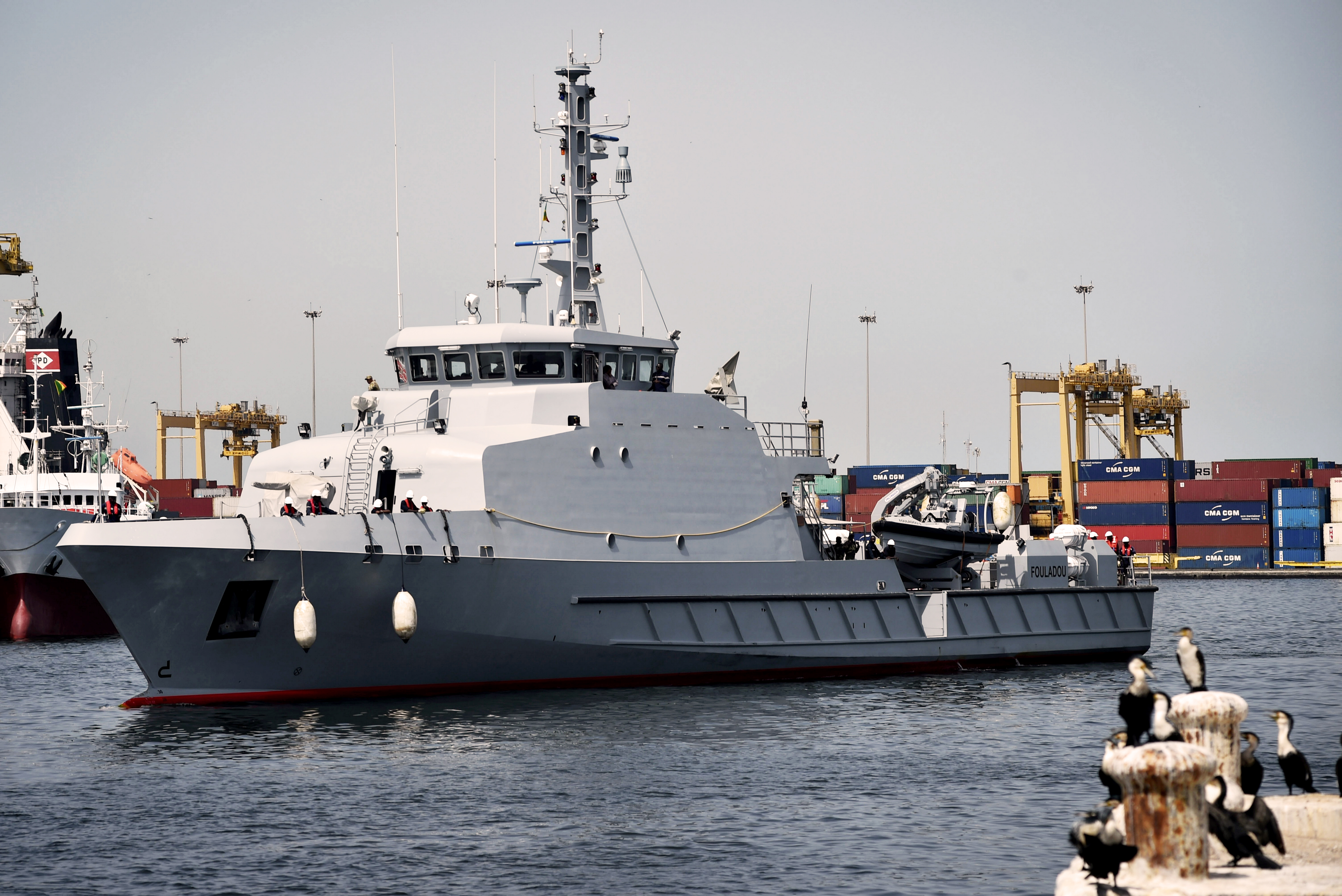
Fouladou

Plavidlo je postaveno ze slitin hliníku. Kromě 24členné posádky má kajuty pro ubytování dalších osmi osob. Je vybaveno sledovacím systémem Safran Vigy Observer. Výzbroj tvoří dálkově ovládaný 30mm kanón MSI Defence Systems a dva 12,7mm kulomety. Je vybaveno potápěčským vybavením a detenční celou. Na zádi nese dva 7,5metrové rychlé inspekční čluny Palfinger FRSQ 700 kategorie RHIB. Ty mohou sloužit například pro výsadky speciálních sil. Na zádi je také prostor pro umístění specializovaného vybavení uloženého ve standardizovaných kontejnerech. Pohonný systém tvoří dva diesely MTU 16V 4000 M73, každý o výkonu 2560 kW, pohánějící dva lodní šrouby s pevnými lopatkami. Manévrovací schopnosti plavidla zlepšuje příďové dokormidlovací zařízení. Nejvyšší rychlost dosahuje 25 uzlů. Dosah je 5500 námořních mil při rychlosti 12 uzlů a autonomie tři týdny.